# Hedigan's
Hedigan's（ヘディガンズ）は、日本の5人組バンド。